# 马里安诺·李维拉
馬里安諾·李維拉（西班牙語：Mariano Rivera，1969年11月29日—），綽號Mo、Sandman 和 The Hammer of God，是巴拿馬裔美籍棒球運動員，其職涯皆效力於美國職棒大聯盟紐約洋基隊，職司投手。李維拉在生涯早期從事先發，但在轉入牛棚後的成功，使他成為當代乃至於球史最傑出的終結者。他最擅長的球路是一手銳利的切球（卡特球）。
李維拉在2008年9月15日取得生涯第479次救援，超越名宿李·史密斯，獨居大聯盟歷史第二位。2011年9月20日，取得賽季第43次、個人生涯第602次救援成功，超越了教士隊曾經的王牌救援崔佛·霍夫曼，改寫大聯盟紀錄，李維拉自此成為大聯盟史上最多救援成功的選手。
除了季賽歷史性的紀錄之外，很多人都認為，李維拉更重要的成就，在於季後賽階段的穩定演出。李維拉是球史最多季後賽救援成功的紀錄保持人，也是自責分率最低的球員。他的生涯隨著洋基隊一共得過5次世界大賽冠軍。
2019年1月19日，李維拉首次取得棒球名人堂的票選資格，就以100%得票率進入棒球名人堂，成為史上第一位以全票通過進駐古柏鎮的球員，超越了小葛瑞菲的紀錄（99.32%得票率）。
李維拉身穿洋基42號球衣的身分也值得一提，大聯盟所有球隊在1997年之後統一將42號球衣列為退休的背號，從當年起新進的球員不再使用，但先前已使用42號的球員仍可繼續使用至引退為止。這個政策是因紀念聯盟第一位非裔美國人球員傑基·羅賓森而生，而李維拉本身拉美球員的背景，以及歷史等級的成就，使此事分外受到關注。

## 早年
李維拉早期在巴拿馬時經常與他的朋友打棒球，並用牛奶盒當手套、樹枝當球棒，雖然他的爸爸是一位漁夫，但李維拉從沒想過要接手此職業，並說這職業「路太辛苦」。19歲時，李維拉因為一次自己坐的商業船隻翻覆，而放棄了這個漁民的工作。

## 職業生涯

### 小聯盟時期
1990年，李維拉是位游擊手，並自願當投手參加巴拿馬西區的隊伍。紐約洋基的球探賀伯·雷伯恩（Herb Raybourn）到場觀看了其中一場他的比賽，雖然李維拉並沒有正式的投手訓練，但是卻可以流暢的投出85－87英里（136.7公里－140公里/小時）的球速。雷伯恩隨即和李維拉簽了3,000美金的合約。李維拉在小聯盟1A，分別於1991年投球的自責分率為2.75（在格林斯波羅蚱蜢（Greensboro Grasshoppers））、1992年的自責分率為2.28（在羅德岱堡）。
李維拉於1992年執行尺骨附屬韌帶重建術，來修復受傷的肘部，他的復原，恰巧與1992年擴張選秀的時間相同，李維拉雖未受到球隊保護但卻沒有參加選秀。1993年，李維拉成功的恢復了手臂並在該年重新投球，1994年，他很快的升上了1A、2A和3A，並在當年三振89次、且只有20保送。

### 紐約洋基
1995年李維拉第一度登上大聯盟。李維拉原本是一名先發投手，但他的成敗不一，新人球季的成績為5勝3負、5.51的自責分率，並且在大聯盟與3A小聯盟中浮沈。李维拉當時的投球能力普通，他的快速球速度約88至90英里（141.6公里－144.8公里／小時）。事實上他已經25歲，加上有3年因為手肘手術而沒有上陣，洋基希望把他交易出去並且差點交易到底特律老虎隊以換取大衛·威爾斯。但是不知為何，李維拉在小聯盟投球投出95至96英里（152.8公里－154.4公里／小時），令洋基的管理層感到驚喜。在該季，李維拉有十次先發，並在對上芝加哥白襪時，參予了一場2安打的比賽且投出生涯新高的11次三振。
李維拉於1995年美國聯盟分區賽中意外的進步，在一場比賽中後援5+1⁄3局沒有失分，讓洋基隊管理層決定保留他並且將他轉入牛棚。
佈局投手（1996年）
1996年，他成為幫助隊中終結者約翰·維特蘭的佈局投手，李维拉通常會在維特蘭投第九局前的第七局和第八局投球。1996年，洋基如果在第六局後領先的話，成績為70勝3負。他們的努力基本上讓賽事縮短成為6局長，意味著在第七、第八及第九局後保住了勝利。當年洋基奪得了自1978年以來的首座世界大賽冠軍，李维拉擔當了一個重要的角色。在該季107+2⁄3局的投球中，他僅僅被打1支全壘打，卻有三振130次，創造了洋基中繼投手三振最多的紀錄，在賽揚獎投票中得第三，分別在20勝的藍鳥隊賽揚獎得主派特·韓特根和隊友安迪·派提特之後。

#### 終結者生涯（1997年起）
1997年
當維特蘭在1997年離開後，李维拉成為了洋基的王牌終結者。這個轉變並不是十分順利，因為他在前6次的救援機會，救援失敗了3次，但是他立刻觸底反彈，在球季期間有強勁的演出，也為自己贏得生涯第一次的明星賽，並於該季投出43次救援成功、自責分率1.88的成績，李維拉在那年投出很好的切球，隨即變成他的招牌球路。可惜在季後賽中對上克里夫蘭印地安人時，只差二人出局便能晉身美國聯盟冠軍賽，李维拉在第四場救援失敗，被小桑迪·阿洛馬擊出追平比數的全壘打。洋基在下一場輸掉，宣告在季後賽出局。
1998年－2000年
在1998年的球季，李维拉成為了大聯盟最好的終結者之一，他是大聯盟中其中一位最穩定，主宰球賽和可靠的救援投手，這年他有36次救援成功、自責分率1.91，並協助洋基隊打入世界大賽進而贏得冠軍。1999年，李維拉在救援成功上領先全美聯（45次），在世界大賽中2次救援成功，並獲得了世界大賽最有價值球員獎。
作為一名救援投手，李维拉經常以低過3.00的自責分率完成常規賽賽季。他在季後賽的表演一直特別的好，李维拉在季後賽的主宰性的演出，對在90年代後期洋基四次奪冠軍（1996年世界大賽、1998年世界大賽、1999年世界大賽、2000年世界大賽）有非常大的關鍵作用。他的生涯季後賽自責分率是0.77、且34次救援成功，均是大聯盟的紀錄。由1998年至2001年，李维拉在季後賽連續救援成功23次和從1998年到2000年投出連續34+1⁄3局不失分，兩者也都是大聯盟的紀錄。
2001年－2002年
2001年，首次簽下複數年合約。球季中他以穩定的80+2⁄3局表現來回報球團，然而，李维拉整個生涯最不名譽的時刻也出現在這年。世界大賽第七場，只差三人出局，便能連續四年奪得世界大賽冠軍，李维拉在九局下半救援失敗，後來Luis Gonzalez在滿壘情況下擊出一支一壘安打，幫助球隊奪得致勝一分，令李维拉成為敗投，這也是他生涯96場季後賽唯一一敗。一般咸認李维拉是美職季後賽歷史上最佳投手，然而因為這一次大錯，使得這類的討論總免不了些許的爭議。
2002年，李維拉因傷所困擾，所以成績只有28次救援成功。他因為腹股溝拉傷及右肩拉傷而被三度放入傷兵名單。
2003年－2004年
2003年季初，李維拉因受傷而錯過了第一個月，胡安·阿瑟維多暫時接替了終結者的位置。李維拉於5月1日迅速回到隊中 ，他在該季的自責分率為1.66、有40次救援成功。
2003年季後賽，洋基隊於2003年美聯冠軍戰對上因外卡而進入季後賽的波士頓紅襪，他有著生涯最佳的演出。他在關鍵的第三戰、第五戰救援成功，並於第七場投出3局不失分而成為勝投，幫助洋基擊敗紅襪而登上美國聯盟冠軍。他的精彩表現使得他奪得美國聯盟冠軍賽最有價值球員獎。
2004年賽季之前，李維拉與洋基簽了兩年的延長合約，如果他完成了足夠的比賽，合約還包含第三年的選擇權。
2004年於明星賽之前，李維拉創造了明星賽前32次救援的新紀錄（目前的保持人為法蘭西斯科·羅德里奎茲的35次），並在該季成為史上第17位300次救援成功的選手。賽季結束後，李維拉的成績為53次救援成功、1.94的自責分率，且生涯第三度獲得美國職棒大聯盟年度最佳救援投手獎，並於賽揚獎票選上排名第三。
2004年美國聯盟冠軍賽對波士頓紅襪隊，李维拉以救援失敗再嘗到失敗的滋味。第一次發生在第4場。當時洋基領先系列賽3－0，領先波士頓4－3進入第九局。在李维拉保送凱文·米勒上壘後，戴夫·羅伯茨代跑並且迅速盜二壘。之後比爾·穆勒擊出一壘安打，穆勒的打擊出去時，往李维拉右後方的方向，但李維拉未能接著，讓羅伯茨跑回追平分，把比賽進入延長賽。大衛·歐提茲在延長賽第十二局擊出2分全壘打，紅襪勝出。在第五場比賽，湯姆·戈登在洋基領先1分的情況下，造成一、三壘有人的局面，洋基這時把李維拉換上來，但是他卻被傑森·瓦瑞泰克擊出高飛犧牲打，李維拉救援失敗，紅襪隊把球賽逼入延長賽，並與昨晚一樣贏得勝利。
在整個2004年季後賽中，李維拉雖然僅失一分，但2次救援失敗最後被認為對李维拉和球隊帶來嚴重後果，因為紅襪由3－0的劣勢逆轉，在7場比賽中擊敗洋基，晉級世界大賽，而紅襪最後橫掃聖路易紅雀隊。
2005年－2006年
不像前幾年一樣，李維拉並沒有在冬季時投球。由於2004年的救援失敗，許多人認為李維拉需休息來重新出發。雖然春訓前九天因傷而無出賽，但他於開幕日準備好了。2005年球季開幕日，李維拉於前二場對上波士頓紅襪的比賽出場皆救援失敗（從2004年季後賽開始，4次面對紅襪的救援機會中，4次皆救援失敗）。洋基球場的球迷噓他，隊友也對他不滿，這讓大家認為李維拉在棒球界的優勢不再，在芬威球場的球員介紹中，因為去年的救援失敗，紅襪的球迷給了李维拉熱烈的喝彩，因為他近年來對紅襪的表現，激起了這些虛偽的喝彩。李維拉對此以幽默的回應，笑著和對群眾輕觸他的帽子。
在2005年，也許是李维拉生涯中最佳的球季。儘管對死敵紅襪時救援失敗2次，此後他橫跨4個月連續31次救援成功，這是他的生涯紀錄。在47次救援機會中，他成功救援43次，1.38的自責分率(生涯最低)，0.87的WHIP(生涯最低)，對手打擊率0.177(生涯次低)，三振與四壞球的比率是4.44，每9局三振9.19次(自1996年最佳)，且一整年在客場中，僅僅失掉1分而已。他在賽揚獎投票中僅次於巴特羅·柯隆得第2，和在最有價值球員投票中得第9。他甚至於底特律的2005年明星賽中救援成功。

2006年，李維拉連續第三年入選到明星賽，在明星賽前他的成績為1.76的自責分率、0.91的WHIP值、21次救援機會中19次救援成功。美聯明星隊的總教練，阿茲·吉恩讓李維拉擔任此屆明星賽的終結者。李維拉順利於本次明星賽救援成功，也是李維拉生涯第三次於明星賽救援成功，史上僅有他與丹尼斯·艾克斯利達成此里程碑。
2006年6月20日，李維拉生涯第一次打擊，但遭到三振。
2006年7月16日，李維拉對上芝加哥白襪救援成功，成為史上第四位400次救援成功的選手。
2006年9月初，李維拉因投球臂肘部肌群伤害而無法出賽，而當時美聯東區的排名，洋基領先紅襪達10場，所以球隊決定讓李維拉休息整個9月，該季李維拉的成績為37次救援機會中34次救援成功、1.80的自責分率，也是李維拉連續第四季自責分率低於2.00。然而他該年第一次於季後賽休息時，洋基在季後賽中卻無法從第一輪挺進，李維拉在季後賽中僅投了1局（非救援的情況下）。
在賽季中，李維拉完成了足夠的出賽而得到了與洋基的第三年合約（截止至2007年），他也在該年贏得了生涯第2座的DHL年度救援王獎和連續第三年獲得MLB.com年度救援投手獎。
2007年

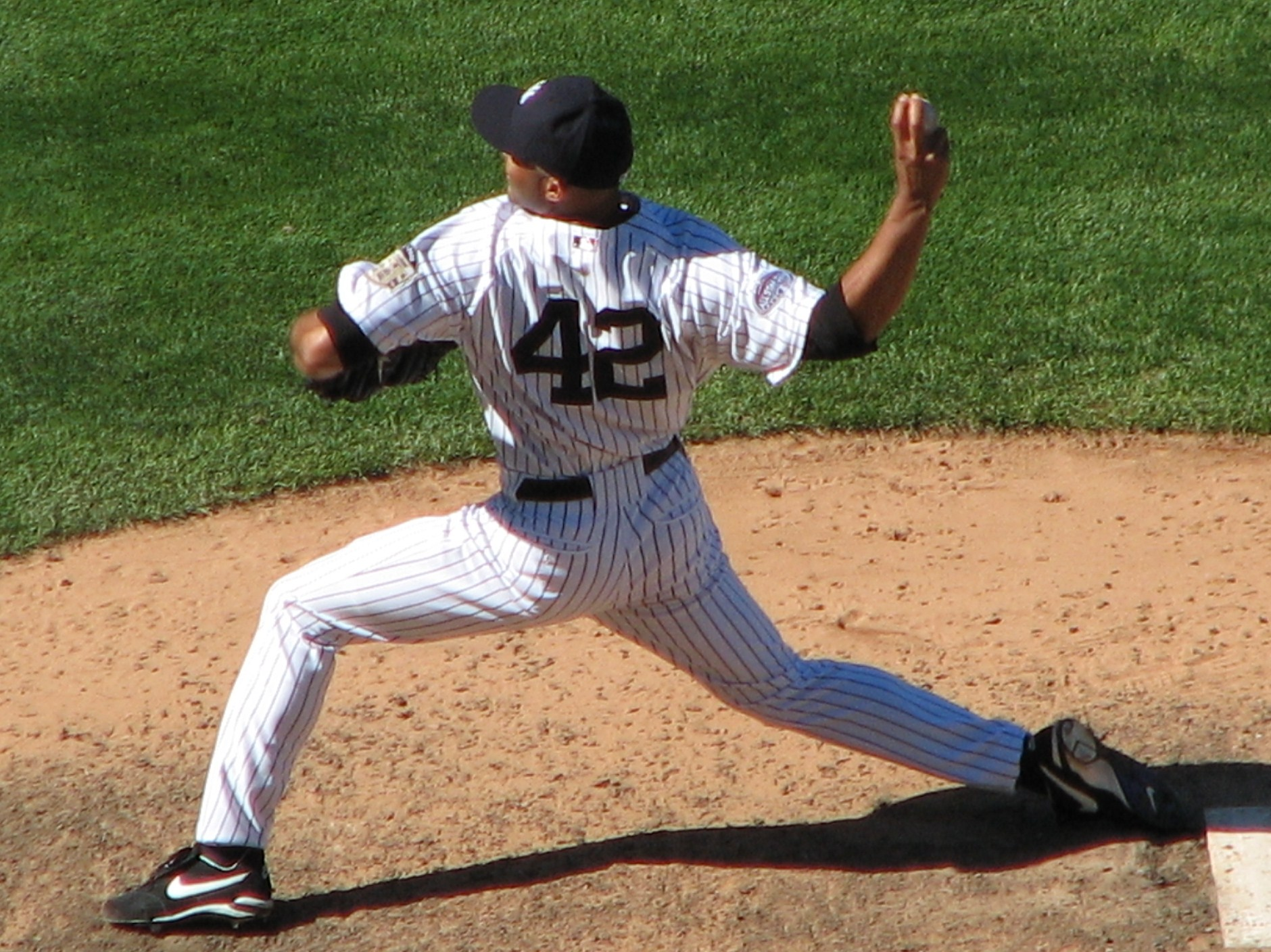
於2008年5月25日，李維拉對戰西雅圖水手的投球

2007年賽季，李維拉在球季即將結束時嘗試延長他的合約，洋基也勉強完成了延長合約，由於接近開季，李維拉也在新聞中回應，如果洋基不給李維拉延長合約，他會成為自由球員。
2007年4月15日，球員們為了紀念傑基·羅賓森打破了種族障礙的60年紀念，通通穿上了42號的球衣，李維拉理所當然在紀念日中也穿了42號的球衣，在李維拉全部的生涯中，皆穿著42號的球衣。而此號碼已經於1997年在大聯盟的所有球隊退休，李維拉則被容許繼續穿他的42球衣，並成為最後一位穿此號球衣的選手。
儘管在春訓時表現不錯，但李維拉非同尋常的在四月表現不好，他於前兩次的救援機會中救援失敗，並吞下了2敗，在7+2⁄3局中失掉了9分，李維拉在該月僅僅一次救援成功，讓許多人不禁想問到底出了什麼問題，而許多人認為是因洋基隊給李維拉較少的救援機會。李維拉在接下來的5個月中，32個救援機會有30次救援成功、2.22的自責分率。2007年例行賽是李維拉終結者生涯中較差的一季，他的自責分（25分）和被安打（68支）皆是李維拉當終結者時的新高，自責分率3.15更是李維拉後援生涯中最高的一次，30次救援成功也是他生涯第二低的成績。不過李維拉平均每9局三振9.34次是生涯新高，完成比賽數在美聯也排名第4。
2007年7月14日，李維拉對上坦帕灣魔鬼魚時，投出了生涯第425次救援成功，超越了約翰·佛朗哥，成為了當時史上第三多救援成功的投手，僅落後於崔佛·霍夫曼和李·史密斯。
2007年季後賽，李維拉出賽三場並投了4+2⁄3局，全部皆為非救援的情況。他創下生涯季後賽自責分率的新低（0.77），但洋基連續第三年在季後賽於第一輪止步。洋基從季後賽淘汰之後，李維拉有意的想測試自由市場，最後李維拉仍同意了與紐約洋基3年4500萬美金的合約。而此合約平均一年為1,500萬美金，是美國職棒歷史中後援投手年薪最高的。
2008年
2008年開季，李維拉的狀況非常的好，球季開始的前兩週，李維拉就完成了4次救援成功，甚至和2007年賽季前2個月的救援成功數一樣多。李維拉的4月份共有8次救援機會、8次皆救援成功，並在當月的11局投球中僅讓4名跑者上壘、沒有保送、沒有失分。他的表現讓他贏得了4月份的DHL單月救援王獎。李維拉從開季開始，就連續16局無失分，創下他自己的新紀錄。6月2日，李維拉因前一週5局沒有失分並有3次救援成功的表現，而獲得美聯單週最佳投手 。李維拉也成為自1975年來第一位在前22次救援機會中沒有失分的球員。他在上半季的表現為1.06的自責分率，23次救援機會通通成功，也讓他入選了生涯第九次的明星賽。2008年明星賽於最後一年的舊洋基球場舉行，有人建議李維拉當美聯明星隊的先發投手來向球場致敬，但最後李維拉仍選擇了美聯明星隊的終結者，他於九局上半非救援情況下上來投球，1+2⁄3局無失分，而美聯最後在延長賽以4比3擊敗國聯。
9月15日，李維拉以479次的救援成功超越了李·史密斯成為大聯盟史上救援成功總數第二多的選手。
2009年
2009年6月28日李維拉於跨聯盟比賽中在紐約大都會主場得到生涯第500次救援成功，成為大聯盟史上第二位到達500次救援成功的投手。在同場比賽，李維拉在滿壘時被法蘭西斯科·羅德里奎茲四壞球保送，獲得生涯第一分打點。
李維拉在2009年9月19日客場面對西雅圖水手隊，投出2次三振，生涯三振數達到1,000，但最後被鈴木一朗打出再見全壘打，吞下敗投。
2010年
已經40歲的李維拉，這個球季依舊出色，儘管今年的救援機會比以往少，使得整季只取得33次的救援成功。不過，整季防禦率仍然具有低於2的水平，生涯第10次有著這樣成就，這在救援投手是空前的成就。
2011年
2011年7月25日對奧克蘭運動家的比賽中，寫下連續15個球季，至少拿下25次救援成功的紀錄，史上第一人。
2011年8月12日對洛杉磯天使的比賽裡，創造連續9季拿下30次救援成功的大聯盟紀錄。
李維拉在9月1日，於宿敵紅襪隊的交手中，關門成功，單場送出2K，使得生涯三振數突破1100次。
2011年9月11日對西雅圖水手的比賽裡，李維拉取得生涯第8度的單季40救援成功，僅次崔佛·霍夫曼的9季。
2011年9月13日於客場對西雅圖水手的比賽中，李維拉順利的拿下今年第41次救援成功，同時也是他生涯第600次的救援成功，距離大聯盟救援崔佛·霍夫曼所保持的601次紀錄，只差1次即可追平。
2011年9月17日洋基跟藍鳥三連戰的第二戰在1比6落後的情況下最後以7比6演出逆轉，讓李維拉獲得救援機會，最終守住球隊勝利也拿到601次救援成功，追平崔佛·霍夫曼所保持的601次紀錄。
2011年9月20日對雙城的比賽中，與捕手羅素·馬丁的搭配下，以1K無失分無四死的成績，順利拿下生涯第602次救援成功。
2012年
春訓期間，李維拉在接受訪問時，暗示了今年可能是最後一個球季。
2012年5月3日，李維拉在與皇家隊的賽前打擊練習中，為了接隊友傑森·尼克斯的飛球不幸受傷，初步檢查為前十字韌帶(ACL)撕裂，以及半月板損傷。雖然職業生涯是否就此結束備受關注，但李維拉本人事隔一天後表示，即使不確定今年能否在上場，他仍將復出，不會就此退休。本季至今，李維拉共投8+1⁄3局，1勝1敗，ERA為2.16。
2013年
年初，李維拉與洋基隊正式續約，為1年1,000萬美元、並附帶獎勵條款，同時宣告該年為生涯最後1年。
2013年4月6日，李維拉在對波士頓紅襪隊時，雖繳出1局失1分的成績，內容差強人意，但這場不僅是傷癒復出後首度登板，同時也拿下睽違近1年以來後首場救援成功，將史上救援成功次數繼續刷新。
2013年5月29日，李維拉在地鐵大戰時，對決紐約大都會時，被連敲3隻安打，其中包含盧卡斯·杜達的再見安打，因此連續19場的救援成功告了個段落，也吞下了本季首敗，同時也是生涯首場無解決任何打者的情況下而救援失敗的。
2013年6月10日，李維拉在對決西雅圖水手時，與派提特聯袂封鎖水手，終場以3:1獲勝，不僅是李維拉生涯第630場救援成功及派提特第250勝，也是兩人合作下的第71勝。
2013年8月11日，李維拉在洋基主場於九局上半面對底特律老虎隊的中心打線，先被第三棒米格爾·卡布瑞拉擊出1隻陽春砲，後來又被第五棒的維克多·馬丁尼茲再擊出1隻陽春砲，讓原本領先兩分的紐約洋基隊被老虎隊扳成4:4平手，他創下了生涯首度連續3場救援失敗的紀錄。幸好洋基隊在九局下半靠著布莱特·加德纳的生涯第一隻再見全壘打，以5:4擊敗老虎隊，李維拉拿下勝投。
9月23日，洋基對舊金山巨人比賽前，洋基球團在洋基主場舉辦李維拉背號退休儀式，紐約市長彭博也宣布2013年9月22日是「李維拉日」。李維拉在八局上出場，此役也是洋基左投安迪·派提特生涯在洋基球場的最後1場季賽先發，但最終洋基以1:2敗給巨人。
9月26日，李維拉在洋基主場對戰坦帕灣光芒時於第七局上場，後援1+1⁄3局無失分，此役不僅是洋基隊於2013年球季的最後一場主場賽事，由於李維拉在之後與休士頓太空人的3連戰並未上場投球，因此該場比賽更是李維拉個人生涯的最後的出賽，並以無失分來畫下句點。

## 棒球名人堂
王牌救援投手（終結者）這個位置上場時機往往不太穩定，但李维拉在這個角色表現的令人不注意也難。他在王牌救援投手（終結者）的發揮成為了穩定，亮眼表演的代表人物。很多人讚賞李维拉的謙虛，慷慨和好心，這些性格很難在超級明星運動員找到。當投的不好時，李維拉總是對他的演出負責。一旦他退休，大部分體育記者和棒球專家預料李维拉會在符合資格的第一年就被選進棒球名人堂。 而最後也不負眾望以100%得票率在符合資格的第一年進入棒球名人堂。

## 技術特點
李維拉的特色球種－卡特球，他的球種結合了二縫線快速球和四縫線快速球，他這三種球種的速度介於90到93英里。關於到他卡特球的源由，李維拉於《The Bergen Record》當中解釋到，當他與拉米羅·門多薩練習投球時，意外發現了卡特球。他告訴了運動畫刊：「這是來自於神的，我沒有做任何事，它是自然的」。紐約日報的T.J. 奎因說到李維拉的卡特球是在1996年當佈局投手時，從約翰·維特蘭中學到的。李維拉的卡特球讓大聯盟打者心生畏懼，如奇伯·瓊斯就比喻到那是個「圓鋸」（因為對於左打者的進壘會有驟變的效果）；吉姆·湯米也說到那是：「最好的單一球種」。ESPN的歐恩尼·巴基特談到李維拉的卡特球是「最有統治性的球種」。雖然左右開弓打者面對右投手通常都是站於左打區，較容易知道放球點，但許多左右開弓打者面對李維拉時，會選右打區來避免被卡特球凍結住。

## 獲獎與榮譽
李维拉已經贏得美聯年度最佳救援投手獎4次（1999年、2001年、2004年、2005年），和2005、2006年的DHL年度救援王獎。他捐贈了他2001年的獎項到紐約市消防局並永久放在FDNY布魯克林總部。他贏得1999年世界大賽的最有價值球員獎，他在4場比賽中救援成功2次，幫助洋基橫掃亞特蘭大，同時他也是大聯盟投手在季後賽拿最多救援點的投手。

## 生涯成績
| 年度 | 球隊     | 防禦率 | 投球局數  | 勝場 | 敗場 | 救援成功 | 出場數 | 奪三振 | 四死 | 完投 | 完封 | 被安打 | 被全壘打 | WHIP |
| 1995 | 紐約洋基 | 5.51   | 67        | 5    | 3    | 0        | 19     | 51     | 30   | 0    | 0    | 71     | 11       | 1.51 |
| 1996 | 紐約洋基 | 2.09   | 107+2⁄3   | 8    | 3    | 5        | 61     | 130    | 34   | 0    | 0    | 73     | 1        | 0.99 |
| 1997 | 紐約洋基 | 1.88   | 71+2⁄3    | 6    | 4    | 43       | 66     | 68     | 20   | 0    | 0    | 65     | 5        | 1.19 |
| 1998 | 紐約洋基 | 1.91   | 61+1⁄3    | 3    | 0    | 36       | 54     | 36     | 17   | 0    | 0    | 48     | 3        | 1.06 |
| 1999 | 紐約洋基 | 1.83   | 69        | 4    | 3    | 45       | 66     | 52     | 18   | 0    | 0    | 43     | 2        | 0.88 |
| 2000 | 紐約洋基 | 2.85   | 75+2⁄3    | 7    | 4    | 36       | 66     | 58     | 25   | 0    | 0    | 58     | 4        | 1.10 |
| 2001 | 紐約洋基 | 2.34   | 80+2⁄3    | 4    | 6    | 50       | 71     | 83     | 12   | 0    | 0    | 61     | 5        | 0.90 |
| 2002 | 紐約洋基 | 2.74   | 46        | 1    | 4    | 28       | 45     | 41     | 11   | 0    | 0    | 35     | 3        | 1.00 |
| 2003 | 紐約洋基 | 1.66   | 70+2⁄3    | 5    | 2    | 40       | 64     | 63     | 10   | 0    | 0    | 61     | 3        | 1.00 |
| 2004 | 紐約洋基 | 1.94   | 78+2⁄3    | 4    | 2    | 53       | 74     | 66     | 20   | 0    | 0    | 65     | 3        | 1.08 |
| 2005 | 紐約洋基 | 1.38   | 78+1⁄3    | 7    | 4    | 43       | 71     | 80     | 18   | 0    | 0    | 50     | 2        | 0.87 |
| 2006 | 紐約洋基 | 1.80   | 75        | 5    | 5    | 34       | 63     | 55     | 11   | 0    | 0    | 61     | 3        | 0.96 |
| 2007 | 紐約洋基 | 3.15   | 71+1⁄3    | 3    | 4    | 30       | 67     | 74     | 12   | 0    | 0    | 68     | 4        | 1.12 |
| 2008 | 紐約洋基 | 1.40   | 70+2⁄3    | 6    | 5    | 39       | 64     | 77     | 6    | 0    | 0    | 41     | 4        | 0.67 |
| 2009 | 紐約洋基 | 1.76   | 66+1⁄3    | 3    | 3    | 44       | 66     | 72     | 12   | 0    | 0    | 48     | 7        | 0.90 |
| 2010 | 紐約洋基 | 1.80   | 60        | 3    | 3    | 33       | 61     | 45     | 11   | 0    | 0    | 39     | 2        | 0.83 |
| 2011 | 紐約洋基 | 1.91   | 61+1⁄3    | 1    | 2    | 44       | 64     | 60     | 8    | 0    | 0    | 47     | 3        | 0.90 |
| 2012 | 紐約洋基 | 2.16   | 8+1⁄3     | 1    | 1    | 5        | 9      | 8      | 2    | 0    | 0    | 6      | 0        | 0.96 |
| 2013 | 紐約洋基 | 2.11   | 64        | 6    | 2    | 44       | 64     | 54     | 9    | 0    | 0    | 58     | 6        | 1.05 |
| 合計 | 19年     | 2.21   | 1,283+2⁄3 | 82   | 60   | 652      | 1,115  | 1,173  | 286  | 0    | 0    | 998    | 71       | 1.00 |
紅字為美國職棒紀錄

### 特殊成就
李維拉在他的職棒生涯有許多的成就：
| - 美國職棒史上季後賽中自責分率最低的球員（0.77，至2007年） - 美國職棒史上季後賽中最多救援成功的球員（34次） - 美國職棒史上超過150次救援成功自責分率最低的球員（2.30，至2008年7月9日） - 連續在季後賽中34+1⁄3局無失分的最高紀錄，原紀錄是懷堤·福特的33+1⁄3局 - 連續在季後賽中23次救援成功的最高紀錄 - 美國職棒史上超過150次救援成功救援成功率第二高的球員（89.8%，1999年－2006年） - 其中二位六個賽季超過40次救援成功的球員 - 生涯救援次數史上最高（652次），現役球員救援次數史上最高(例行賽與季後賽合併計算)（2013年9月27日） - 其中二位在單一球隊至少400次救援成功的球員 - 其中八位單季超過50次救援成功的球員 - 其中二位有二個賽季超過50次救援成功的球員 - 美國職棒史上季後賽最多投2局而救援成功的球員（12次） - 美國聯盟史上最多救援成功的球員（638次，至2013年7月19日） - 世界大賽最多救援成功的球員（9次） | - 聯盟分區賽中最低自責分率的球員（0.38） - 單季救援成功超過30次第二位達成的球員（13個賽季） - 連續賽季至少25次救援成功第二多的球員（11個賽季） - 唯一一位贏得過美聯冠軍戰最有價值球員獎與世界大賽最有價值球員獎與美國職棒大聯盟全明星賽最有價值球員獎的後援投手 - 美國職棒史上最多單季超過20次救援成功且自責分率低於2.00的球員（7個賽季） - 13次入選明星賽 （1997年、1999年、2000年、2001年、2002年、2004年、2005年、2006年、2008年、2009年、2010年、2011年、2013年） - 5次世界大賽冠軍 （1996年、1998年、1999年、2000年、2009年） - 洋基隊史上後援投手單季最多三振的球員（130次） - 美國職棒季後賽中最多出賽的投手（76場） - 洋基隊史WHIP值最低（1.03）、救援成功最多（652次）、出賽（829場）、完成比賽（698次）（至2008年7月25日） - 入選拉丁美洲傳奇明星隊的後援投手 - 美國聯盟賽揚獎票選第3（1996年、1999年、2004年）；賽揚獎票選第2（2005年） - 其中三位投手自1998年入選美國聯盟最有價值球員 （2004年、2005年） - 唯一一位球員在明星賽中救援成功過4次（1997年、2005年、2006年、2009年） - 史上唯一一位球員完成3屆世界大賽的救援成功（1998年、1999年、2000年） - 史上第二位達到500次救援成功的投手。 - 2009年9月18日投出了生涯第1,000次三振。 - 史上第二位達到600次和第一位達到650次及成為史上最多救援成功的投手。 - 史上第一位拿到全明星賽最有價值球員獎的救援投手。 |

## 個人生活
李維拉於1991年11月9日與他的妻子克拉拉結婚，有三個小孩。
李維拉是前紐約洋基球員魯本·李維拉（Rubén Rivera）的堂兄弟。
李維拉是虔誠的基督徒，他認為任何事的發生，都是上帝有原因的安排。一個著名的例子發生在2001年世界大賽。李維拉雖然於第七場救援失敗，但如果當年洋基贏了，隊友安立奎·威爾森就得留在紐約參加勝利遊行，並搭乘美國航空587號班機飛回多明尼加共和國。這架班機起飛不久便失事墜毀，造成機上260人全數罹難。李維拉事後告訴威爾森：「很高興能我救援失敗了，因為我們仍是朋友」。而李維拉的手套上印製了腓立比書的4:13（我靠著那加給我力量的、凡事都能作）。
李維拉於紐約的新羅謝爾有家合夥的餐廳，名字叫「Mo's New York Grill」。2011年起更名為「The Clubhouse Grill」。

## 軼事
- 他的入場音樂是金属製品樂團的《睡魔入侵》。[91]

- 2013年的「退休之旅」，各球團皆在致敬儀式中送出精心準備的禮品或紀念物，表彰李維拉在賽場內外的成就。其中雙城隊特別以斷棒組成的「破碎夢想之椅」蔚為話題，這當然是致敬李維拉銳利的切球而來。[92]

- 在他退休之後，洋基球迷推動將洋基球場附近161街上的河流大道（River Avenue），更名為李維拉大道（Rivera Avenue），經過紐約市政府同意，於2014年5月6日舉辦命名典禮，正式將街道更名，以表彰他的貢獻。

- 由於其高救援率，又適逢王建民在臺灣造成之熱潮，讓臺灣民眾對其印象深刻，故網路鄉民常以「X維拉」嘲諷臺灣政治人物將責任怪罪、推卸給前朝來轉移焦點。例如：扁維拉（諷刺馬英九政府推卸給陳水扁政府）、馬維拉（諷刺蔡英文政府推卸給馬英九政府）、韓維拉（諷刺陳其邁市府推卸給韓國瑜市府）。[93][94][95]

## 外部連結
- 球員資訊和成績在MLB ，ESPN ，Retrosheet ，Baseball Reference ，Baseball Reference (Minors) ，Fangraphs ，The Baseball Cube （英文）
- MLB官網：Mariano Rivera資料 （页面存档备份，存于）（英文）
- Mariano Rivera - A Man with a Message （页面存档备份，存于）（英文）
- MarianoRivera.com （页面存档备份，存于）（英文）
- 台灣棒球維基館:Mariano Rivera （页面存档备份，存于）

| 奖项与成就                                         | 奖项与成就                                 | 奖项与成就                                         |
| -------------------------------------------------- | ------------------------------------------ | -------------------------------------------------- |
| 前任： 湯姆·戈登 陶德·瓊斯 & 德瑞克·洛夫 基思·佛克 | 美國聯盟救援王 1999年 2001年 2004年 2005年 | 繼任： 陶德·瓊斯 艾迪·古達度 法蘭西斯科·羅德里奎茲 |
| 前任： 史考特·布洛休斯                             | 世界大賽最有價值球員 1999年                | 繼任： 德瑞克·基特                                 |
| 前任： 史考特·布洛休斯                             | 貝比魯斯獎 1999年                          | 繼任： 德瑞克·基特                                 |
| 前任： 亞當·甘迺迪                                 | 美國聯盟冠軍賽最有價值球員 2003年          | 繼任： 大衛·歐提茲                                 |
| 前任： 梅基·卡布瑞拉                               | 全明星賽最有價值球員獎 2013年              | 繼任： 麥可·楚奧特                                 |